# Beda Venerabilis

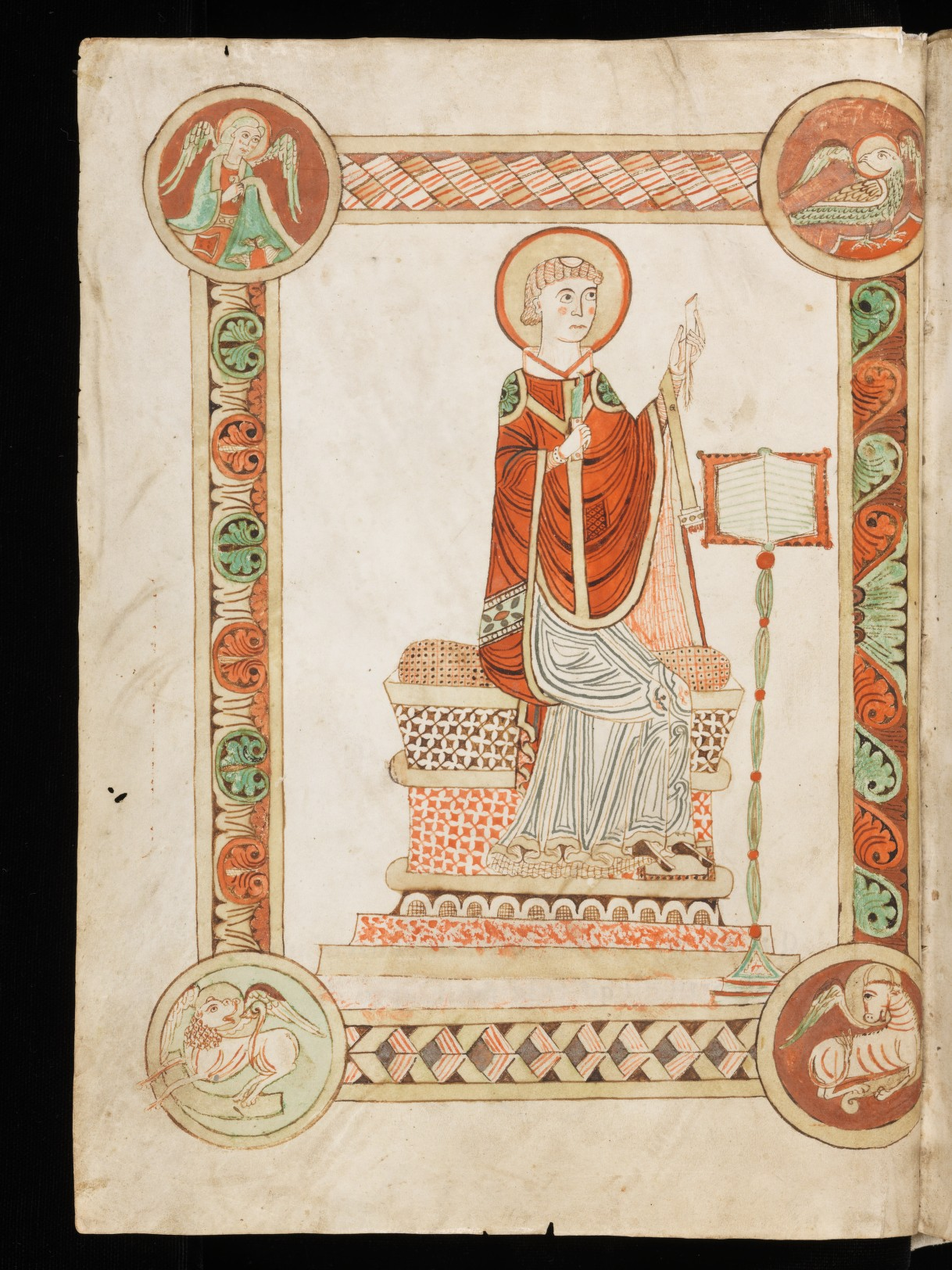
Beda in einem Kodex des 12. Jahrhunderts aus dem Kloster Engelberg in der Schweiz.

Beda Venerabilis (deutsch Beda der Ehrwürdige; * 672/673 bei Wearmouth in Northumbria; † 26. Mai 735 im Kloster Jarrow in der heutigen Grafschaft Tyne and Wear) war ein angelsächsischer Benediktiner, Theologe und Geschichtsschreiber. Als sein Hauptwerk gilt die Kirchengeschichte des englischen Volkes. Er wird in der katholischen Kirche, den orthodoxen Kirchen, der anglikanischen Gemeinschaft und einigen evangelischen Konfessionen als Heiliger verehrt. Sein Gedenktag ist der 25. Mai.

## Leben und Werk

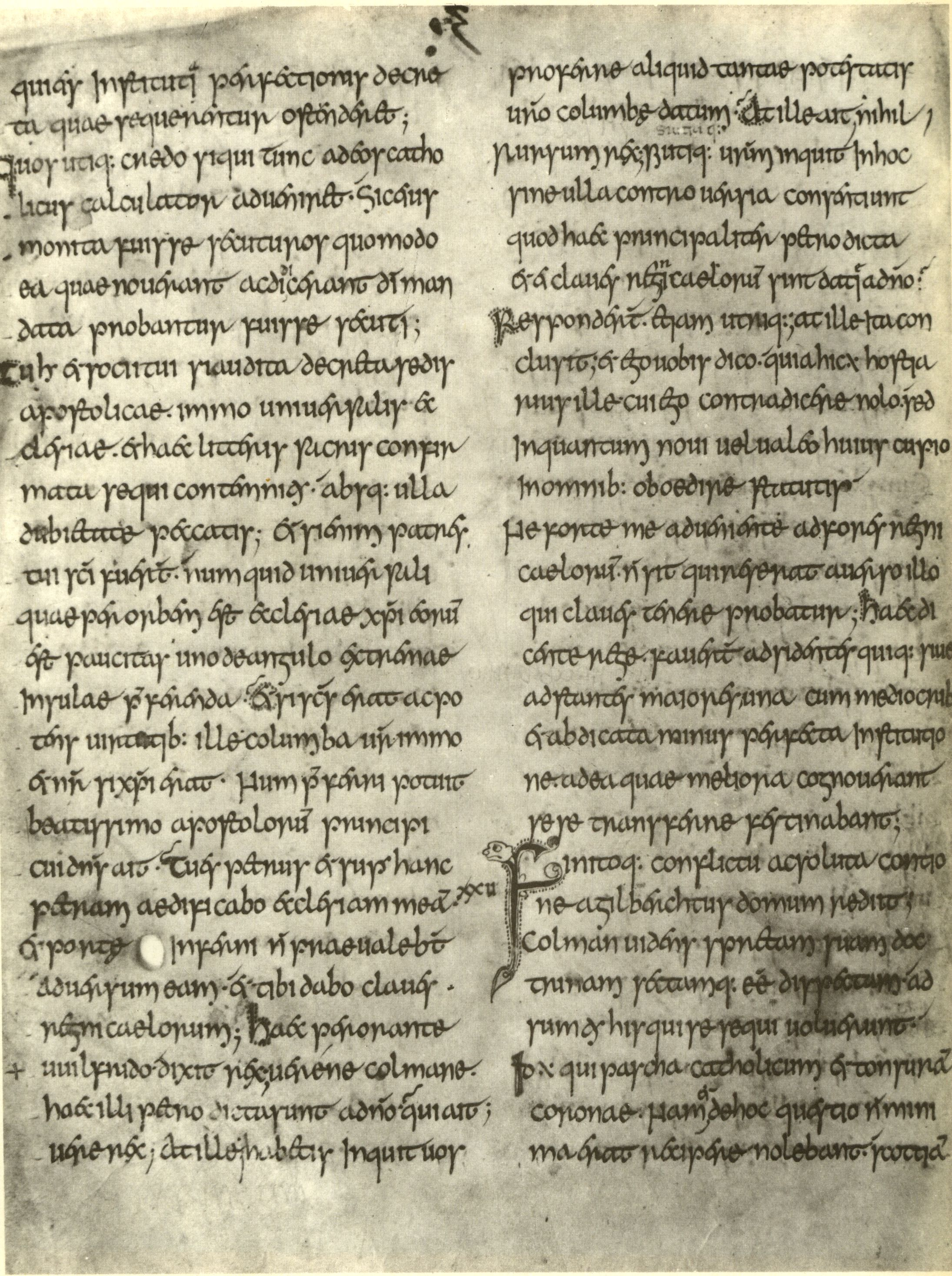
Beda, Historia ecclesiastica gentis Anglorum in einer Handschrift des späten 8. Jahrhunderts. London, British Library, Cotton Tiberius C II, fol. 87v

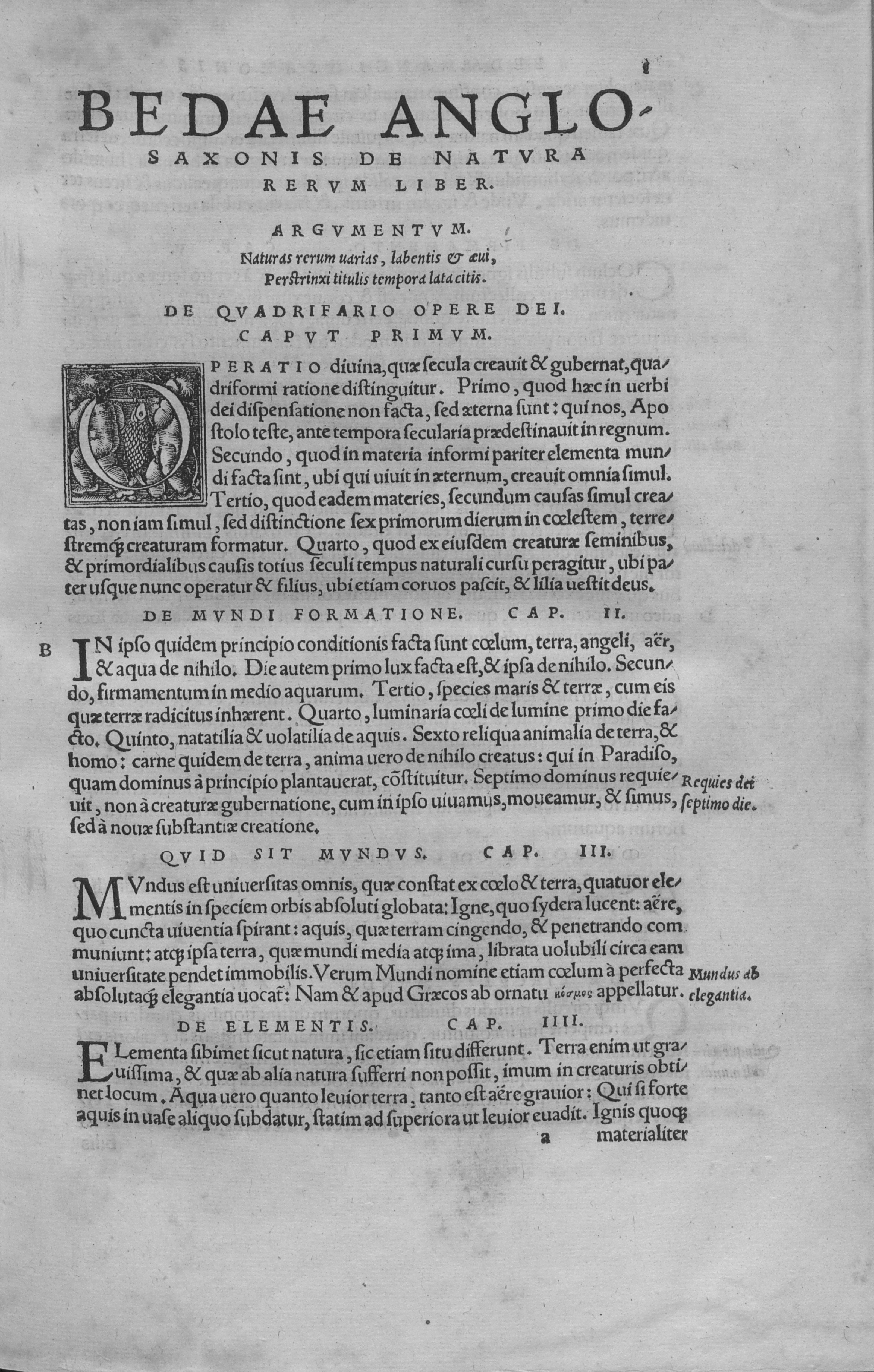
De natura rerum, 1529

Beda wurde 672 oder 673 bei Wearmouth in Northumbria im heutigen Sunderland in Nordengland geboren. Bereits mit sieben Jahren kam er in das Kloster St. Peter in Wearmouth, in die Obhut der Lehrer und Erzieher Benedict Biscop und Ceolfrid. Als Biscop 682 das Kloster St. Paul in Jarrow bei Newcastle upon Tyne gründete, übersiedelte der junge Beda zusammen mit Abt Ceolfrid dorthin. Mit 19 Jahren wurde er Diakon und mit 30 Jahren Priester. Er wirkte als Lehrer und verbrachte im Kloster Jarrow sein restliches Leben.
Beda Venerabilis, der wahrscheinlich neben Latein auch Griechisch beherrschte, gilt als einer der bedeutendsten Gelehrten des europäischen Frühmittelalters. Seine Schriften werden der northumbrischen Renaissance zugeordnet. Er hat mit seinen Schriften nahezu sämtliche Wissensgebiete der damaligen Zeit abgedeckt und in vielen Fällen Werke verfasst, die für lange Zeit kanonische Geltung erlangten. In das Gebiet der Grammatik fallen Schriften über die Orthographie und über die Metrik sowie zur Vermittlung des für die Textinterpretation nötigen Sachwissens die Enzyklopädie De natura rerum, die auch viele naturwissenschaftliche Kenntnisse vermittelt, in das der Rhetorik ein Werk über rhetorische Figuren (De schematibus et tropis), in das der Astronomie und Arithmetik mehrere Werke zur Zeitrechnung, der sogenannten Komputistik, darunter De temporum ratione, das im zweiten Teil auch eine Weltchronik enthält, die Ostertafeln (Circulus paschalis), der Kalender, ein Werk über die  Zeiteinteilung (De temporibus) und weitere kleinere, zum Teil in ihrer Echtheit umstrittene Werke.
Das Hauptinteresse jener Zeit war die Berechnung des beweglichen Osterfestes, das möglichst für alle Länder verbindlich und gleichzeitig datiert werden sollte. Dies war für Beda insofern von einiger Brisanz, als in seinem Lebensraum der alexandrinisch-römische Osterzyklus und die in Irland und England geübte Praxis der Berechnung des Osterdatums aufeinandertrafen und zu Konflikten um die Berechnung des Ostertermins führten; zudem galt es, sich von dem im merowingischen Frankenreich gebräuchlichen Osterzyklus des Victorius von Aquitanien abzugrenzen. Eine faktische Einigung war zwar auf der Synode von Whitby 664 erreicht worden, doch fehlte nach wie vor die eindeutige und langfristige Umsetzung. Beda schuf ein kohärentes System der Zeiterfassung und -berechnung, setzte die bis heute maßgebliche Zeitrechnung in Jahren nach Christi Geburt durch und schrieb die Ostertafeln des Dionysius Exiguus bis zum Jahr 1063 fort; in der Tat verdankt Bedas Ostertafel ihre raffinierte Metonische Struktur den mentalen Anstrengungen seiner komputistischen Vorgänger Anatolius (um AD 260), Theophilus (um AD 390), Annianus (um AD 412), Kyrill (um AD 425), und Dionysius Exiguus (um AD 525). Außerdem wies er einen Kalenderfehler nach, der erst im 16. Jahrhundert durch die gregorianische Kalenderreform behoben wurde, und berechnete (nicht nur aus biblischen Vorgaben) den 18. März 3952 v. Chr. als Anbeginn der Welt.
In seinen historischen Darstellungen zeigt er sich, was die Datierungspraxis betrifft, von Dionysius Exiguus beeinflusst. Seine Historia ecclesiastica gentis Anglorum („Kirchengeschichte des englischen Volkes“) von 731 zählt zu den wichtigsten historiographischen Werken des Abendlandes und besticht durch eine neutrale Quellenauswertung. Das Werk behandelt die Geschichte Englands von den Expeditionen durch Gaius Iulius Caesar bis ins Jahr 731. Es befasst sich unter anderem mit der angelsächsischen Festlandsmission bei Friesen und Altsachsen. Beda erwähnt auch den fränkischen Teilstamm der Boruktuarier zwischen Ruhr und Lippe, er erwähnt die Missionare Willibrord und Suitbert und gedenkt der Klostergründung Suitberts in Kaiserswerth. Alfred der Große übersetzte diese Kirchengeschichte später ins Altenglische.

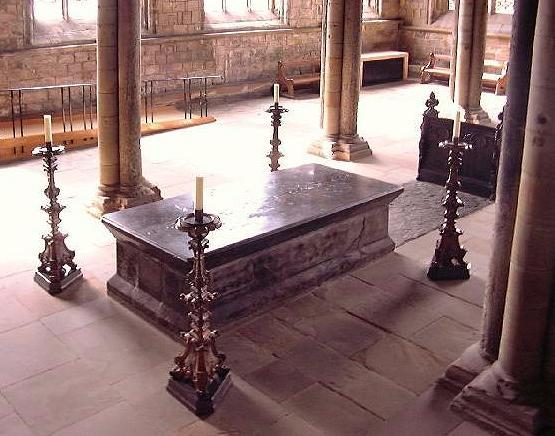
Bedas Grab in der Kathedrale von Durham

Weitere historiographische Werke werden heute eher der Hagiographie zugerechnet, obwohl es eine solche Unterscheidung im Frühmittelalter nicht gab. Denn Geschichte war Heilsgeschichte, wie es in der Vita (et miracula) Cuthberti in Versen und in einer Prosafassung, im Martyrologium Bedae und einer Sammel-Biografie über die Äbte von Wearmouth zum Ausdruck kam. Den breitesten Raum nehmen zahlreiche Kommentare zu verschiedenen biblischen Büchern ein, die in den Bereich der Theologie, näherhin der Exegese fallen. Ein Hilfsmittel der Exegese ist die Schrift über die biblisch-kirchliche Geographie (De locis sanctis). Predigten (Homiliae) ergänzen das theologische Werk. Nur bruchstückhaft sind die Gedichte Bedas erhalten, darunter Hymnen, Epigramme, ein Gedicht über das jüngste Gericht (De die iudicii) wie auch Psalmen. Altenglische Werke wie das „Totenlied“ soll der Gelehrte ebenfalls verfasst haben. Auch eine geringe Zahl von Briefen ist überliefert.
Die Verehrung Bedas war besonders im frühen Mittelalter groß. Er genoss nahezu kirchenvätergleichen Rang, da er sich auf die orthodoxen Autoritäten stützte. Dies betraf vor allem seine Wirkung als „Erforscher der Heiligen Schrift“, als Computist und als Lehrer, was auch in zahlreichen falschen Zuschreibungen zum Ausdruck kommt. Seine Schriften fanden auch auf dem Kontinent Verbreitung.
Im Jahre 1899 sprach Papst Leo XIII. Beda heilig und ernannte ihn zum Doctor ecclesiae. Die sterblichen Überreste Bedas ruhen in der galiläischen Kapelle der Kathedrale von Durham. Eine Gedenktafel für ihn fand Aufnahme in die Walhalla bei Regensburg.

## Legende zum Beinamen „Venerabilis“
Beda wird für gewöhnlich „ehrwürdig“ (venerabilis) und nicht „heilig“ genannt. Die Legenda aurea liefert dazu zwei Erklärungen. Die erste lautet: Der erblindete alte Mönch zog eines Tages mit seinem Führer durch ein einsames steiniges Tal. Nun behauptete der Führer zum Spaß, das Tal wäre voller schweigender Menschen, die den Mönch hören wollten. Beda begann zu predigen, und als er am Ende sprach: „In Ewigkeit“, antworteten die Steine: „Amen, ehrwürdiger Vater“, oder, in einer leicht abweichenden Version, die Engel vom Himmel: „Du hast wohl gesprochen, ehrwürdiger Vater“. Nach der anderen Erklärung wollte ein Kleriker Bedas Grabinschrift verfassen, konnte aber den lateinischen Hexameter nicht vollenden. Ein Wort passte nicht ins Versmaß:

„Hac sunt in fossa Bedae sancti ossa.“

„In diesem Grab sind die Gebeine des heiligen Beda.“

Als er eine ganze Nacht fruchtlos darüber nachgedacht hatte, fand der Kleriker die Inschrift am Morgen, offenbar von Engelshand, fertig gemeißelt:

„Hac sunt in fossa Bedae venerabilis ossa.“

„In diesem Grab sind die Gebeine des ehrwürdigen Beda.“

## Ikonographie
Der Heilige wird in einem Buch lesend dargestellt. Seine Attribute sind Federkiel und Lineal sowie Globus und Zirkel.

## Schriften

Opera Bedae Venerabilis, 1563

### Lehrbücher für den Schulgebrauch
- De arte metrica
- De schematibus et tropis sacrae scripturae
- De orthographia

### Theologische Arbeiten
- De tabernaculo
- Explanatio apocalypsis
- In Acta
- In Genesim
- In Lucae evangelium expositio
- In Marci evangelium expositio
- In Proverbia Salomonis[10]
- Super epistolas catholicas expositio
- Kommentar zum Brief des Jakobus
- Homiliae (Predigten)

### Hagiografie und Geschichtsschreibung

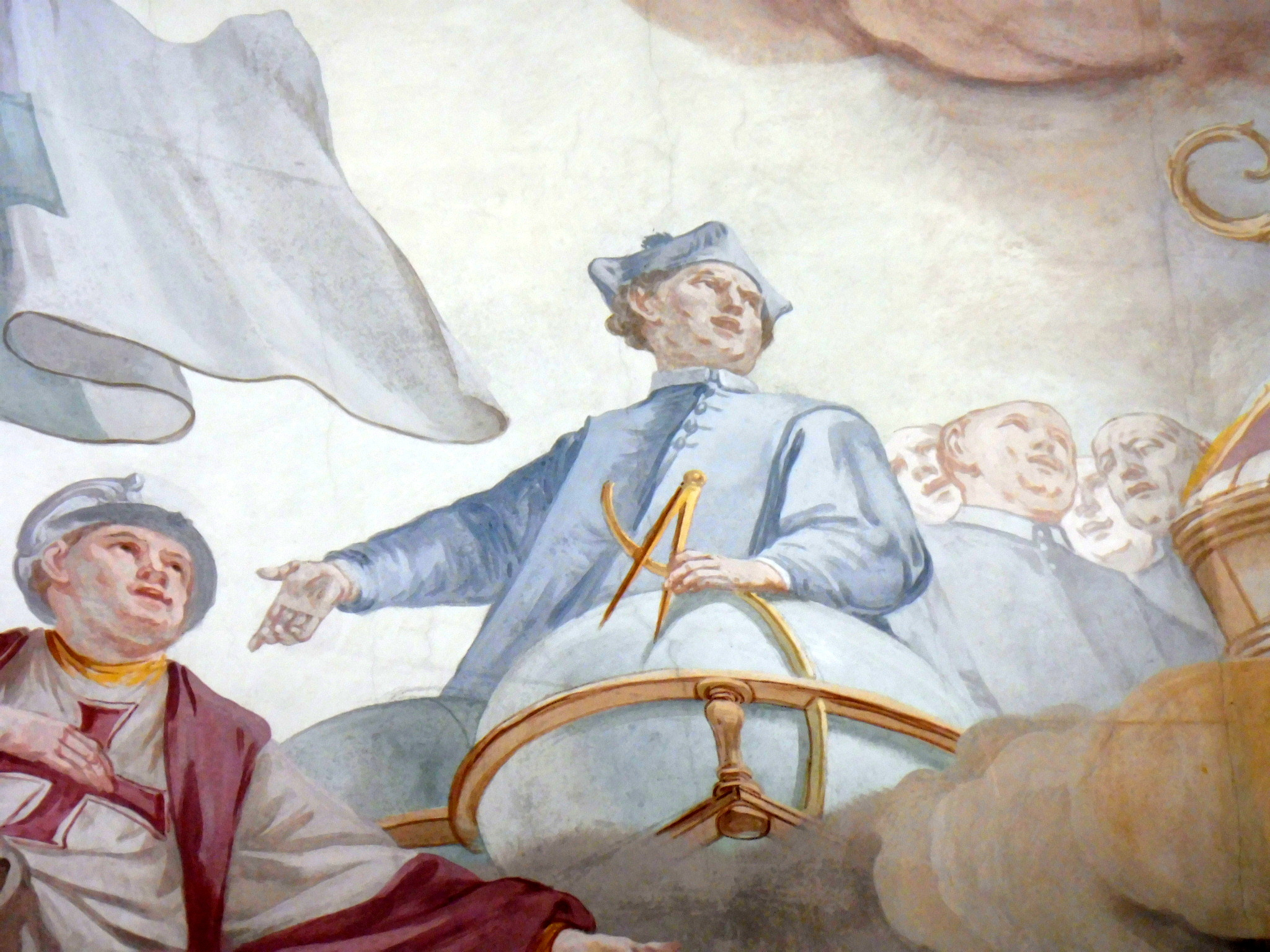
Beda Venerabilis mit Zirkel und Globus – Ausschnitt aus dem Kuppelfresko von Matthäus Günther (1761–1763) in der ehemaligen Benediktiner-Abteikirche in Rott am Inn

- Vita et passio Anastasii (verschollen)
- Vita sancti Felicis
- Vita sancti Cudbercti metrica
- Vita sancti Cuthbercti (in Prosa)
- Historia ecclesiastica gentis Anglorum
- Historia Abbatum
- Martyrologium

### Abhandlungen zur Chronologie respektive Komputistik
- De temporibus
- De natura rerum
  - Bedae Presbyteri Anglosaxonis […] De Natura Rerum Et Temporum Ratione Libri Duo. Nunc recens inuenti & in lucem editi.[11]
- De temporum ratione

### Gedichte
- Sterbesang

### Ausgaben und Übersetzungen
Die meisten Arbeiten sind ediert im Corpus Christianorum Series Latina, Bd. 118–123, ältere Ausgaben bietet Migne Patrologia Latina, Bd. 90–95.
Für die berühmte Kirchengeschichte Bedas (Historia ecclesiastica gentis Anglorum) ist maßgeblich die Ausgabe von Bertram Colgrave und Roger A. B. Mynors (Bede’s Ecclesiastical History. Oxford University Press, Oxford 1969). Nützlich durch Einleitung und Kommentar, wenngleich textkritisch wegen Nichtberücksichtigung des Leningrad-Bede überholt, ist die Ausgabe von Charles Plummer (Venerabilis Baedae Opera Historica. Bd. 1–2. Oxford University Press, Oxford 1896), die auch die Historia abbatum und deren anonyme Vorlage enthält. Eine zweisprachige Ausgabe (lateinisch-deutsch) stammt von Günther Spitzbart (Beda der Ehrwürdige. Kirchengeschichte des Englischen Volkes. Wissenschaftliche Buchgesellschaft, Darmstadt 1982). Eine neuere englische Übersetzung stammt von Judith McClure und Roger Collins (The Ecclesiastical History of the English People. Oxford u. a. 1994 [mehrere Nachdrucke]).
Eine kommentierte Übersetzung der Historia abbatum stammt von Stephanus Hilpisch (Beda Venerabilis. Leben der Äbte des Klosters Wearmouth-Jarrow. Reinhold-Verlag, Wien 1930). Mehrere Schriften Bedas sind zudem im Rahmen der Reihe Translated Texts for Historians in einer neuen, umfassend kommentierten englischen Übersetzung erschienen.
- Bertram Colgrave (Hrsg.): Two Lives of Saint Cuthbert. Cambridge University Press, Cambridge 1940.
- Werner Jaager (Hrsg.): Bedas metrische Vita sancti Cuthberti (Palaestra 198). Mayer und Müller, Leipzig 1935
- Bedae opera de temporibus, herausgegeben von C. W. Jones, Cambridge (Mass.) 1943.
- Matthias Karsten (Ed.): In epistulam Iacobi expositio. Kommentar zum Jakobusbrief. Lateinisch-Deutsch (Fontes Christiani, Bd. 40). Herder, Freiburg im Breisgau 2000.
- Bedae chronica maiora ad a. 725 und Bedae chronica minora ad a. 703. In: Theodor Mommsen (Hrsg.): Auctores antiquissimi 13: Chronica minora saec. IV. V. VI. VII. (III). Berlin 1898, S. 223–354 (Monumenta Germaniae Historica, Digitalisat)
- Calvin B. Kendall (Hrsg.): Bede’s Art of Poetry and Rhetoric – Libri II: De Arte Metrica et De Schematibus et Tropis, Bilingual Edition of the MS St. Gall 876. Saarbrücken 1991, ISBN 978-3-922441-60-1.
- Bede: The Reckoning of Time. Translated, with introduction, notes and commentary by Faith Wallis, Liverpool, Liverpool University Press, 2004, ISBN 0-85323-693-3.